# Oskar Hackenberger
Oskar Hackenberger (* 24. Juli 1872 in Langhennersdorf; † 8. November 1929 in Berlin) war ein deutscher Dirigent, Armeemusikinspizient der Königlich Preußischen Armee des deutschen Kaiserheeres, Heeresmusikinspizient der deutschen Reichswehr sowie Professor an der Königlichen akademischen Hochschule für Musik in Berlin. Von ihm wurden mehrere deutsche Armeemärsche bearbeitet und neu gedruckt.

## Biografie

### Kaiserheer
Oskar Hackenberger wurde am 24. Juli 1872 in Langhennersdorf in der Familie eines Musikers geboren. Er besuchte die Musikschule in Oederan. Von 1890 bis 1892 wurde er als Soloposaunist beim Orchester des Gewerbehauses in Dresden bestallt, wo sein Leiter Friedrich August Trenkler war, der den jungen Musiker unterstützte. Darüber hinaus besuchte Hackenberger das Königliche Konservatorium in Dresden und war im Sommer 1892 bei der Kurmusik in Bad Salzbrunn als Posaunist tätig. Am 1. Oktober 1892 trat Hackenberger in das Musikkorps des Infanterie-Regiments König Ludwig III. von Bayern (2. Schlesischen) Nr. 47 in Posen als freiwilliger Posaunist ein, wo er mit seinem jüngeren Bruder Max, der Flötist in demselben Orchester war, seinen Dienst leistete. In zwei Jahren wurde Oskar Hackenberger überzähliger  Unteroffizierhoboist, 1897 überzähliger und schließlich etatmäßiger Sergeanthoboist, wobei er nach damals gebräuchlicher Praxis seine finanzielle Lage auch durch außerdienstliche Konzertauftritte aufzubessern versuchte. Die Leistungen Hackenbergers veranlassten die Abkommandierung des jungen Musikers an die Königliche akademische Hochschule für Musik in Charlottenburg, wo er sein Studium vom 1. Oktober 1900 bis 1. August 1903 absolvierte. Nach der Ablegung seiner Prüfungen wurde Hackenberger zurück zu seinem Regiment geschickt, wo sein vorheriger Musikkorpsdirigent kurz darauf starb und Hackenberger dessen Stelle am 1. Oktober 1903 übernahm. 
Als Musikdirigent setzte Oskar Hackenberger die rege Konzerttätigkeit seines 36-Mann-Musikkorps sowohl im Sommer als auch im Winter fort, wobei nicht nur die Marschmusik, sondern auch die Tanzmusik und die Streichbesetzung des Klangkörpers beim Publikum durchaus gefragt war. Des Weiteren unterhielt er auch persönliche Kontakte zum Regimentschef, dem künftigen König Ludwig III. von Bayern. 1899 heiratete Hackenberger Emma Morgenstern, mit der er vier Kinder, drei Jungen und ein Mädchen hatte.
Seit 1. Oktober 1908 wirkte Hackenberger stellvertretend für die Stelle des 2. Armeemusikinspizienten, wofür die Versetzung nach Berlin am 24. März 1909 sowie die endgültige Bestallung folgte. Ab diesem Moment erhielt Hackenberger zusammen mit dem 1. Armeemusikinspizienten Professor Theodor Grawert die Aufsicht über 380 Musik- und Trompeterkorps der preußischen Armee, gab seine unmittelbare Kapellmeistertätigkeit auf und musste seine Musikmeisterstelle an Adolf Berdien, später ebenfalls Heeresmusikinspizient bei der Wehrmacht abgeben. Des Weiteren wurde er Lehrer für Harmonielehre und Instrumentation an der Berliner Musikhochschule. In seiner Funktion als Musikinspizient war Hackenberger ein Militärbeamter, jedoch ohne Befehlsgewalt und nur mit dem Recht auf Vorschläge für das preußische Kriegsministerium, das über den speziell auf die Bedürfnisse der Militärmusik zugeschnittenen Sachbearbeiter gar nicht verfügte. Den beiden Armeemusikinspizienten stand nur ein geringes Hilfspersonal wie Schreiber oder Notenvervielfältiger zur Verfügung. Darüber hinaus stand Grawert als 1. Armeemusikinspizient im Zenit der Aufmerksamkeit, denn er sorgte für die musikalische Gestaltung der Großen Zapfenstreiche bei den Kaisermanövern und dirigierte alle Großkonzerte. Hackenberger blieben dagegen nur organisatorisch wenig relevante, militärmusikalisch allerdings signifikante Ereignisse wie die Leitung des Vorspiels der 4. Preismärsche, die vom Scherl-Verlag im Rahmen eines Marschwettbewerbs für die Zeitschrift Die Woche angenommen waren. Die Präsentation erfolgte am 31. Januar 1912 in Anwesenheit Wilhelms II. im Hof des Berliner Stadtschlosses. Seine erste große organisatorische und musikalische Leistung vollbrachte Hackenberger Anfang 1914, als er die 1. Folge der Stimmbücher mit den Stimmen der 75 preußischen Armeemärsche für den Bedarf sämtlicher Armeemusikkorps zusammen mit Grawert drucken ließ. Diese Maßnahme kam äußerst rechtzeitig, denn die Militärorchester waren vorher auf die von eigener Hand geschriebenen, oft auch nicht fehlerfreien Partituren der Märsche angewiesen. Hackenberger bearbeitete diese Märsche eigenhändig, und der Berliner Verlag Bote & Bock sorgte für den Druck sowie für die Lieferung der Partituren an die Regiments- und Bataillonskapellen, was jedoch durch den Ersten Weltkrieg unterbrochen wurde.

### Erster Weltkrieg
Im Ersten Weltkrieg entstanden die zwei berühmtesten Werke von Oskar Hackenberger, nämlich der Präsentiermarsch Feinde ringsum und der Parademarsch Deutschland hoch in Ehren mit dem gleichnamigen Lied von Heinrich Hugo Pierson im Trio, die 1925 von Hackenberger in die preußische Armeemarschsammlung aufgenommen wurden. Das 1914 komponierte und  seinem ehemaligen Regimentschef König Ludwig III. von Bayern 1915 gewidmete Feinde ringsum verursachte jedoch einen emotionellen Briefwechsel zwischen Hackenberger und Hans Bußmeyer, Leiter der Königlichen Akademie der Tonkunst München, die für die Begutachtung vorgelegter und den königlichen Personen gewidmeter Stücke zuständig war. Vor allem richtete sich die Kritik Bußmeyers auf die ungeschickte Harmonik im Trio des Marsches sowie die unnötige Transposition des Klavierauszuges in eine andere Tonart für die Militärmusikpartitur. Ungeachtet dessen  wies der Marsch viele gute Eigenschaften in Form und Instrumentation auf, was zur Annahme der Widmung und zur Beschenkung Hackenbergers führte. Obwohl die Lehrtätigkeit an der Hochschule während des Krieges mehrmals eingestellt und wieder aufgenommen wurde, wurde Hackenberger erst Ende 1918 zum Professor ernannt.

### Reichswehr
Nachdem die Reichswehr 1919 aufgestellt wurde, trat Hackenberger aus dem Heer aus, denn die kleine 100.000-Mann-Armee hatte keinen Bedarf an einer zweiten Inspizientenstelle. Theodor Grawert bekleidete wieder das Amt des Armee- bzw. Heeresmusikinspizienten. Dennoch war Hackenberger nach der Pensionierung Grawerts am 30. September 1924 wieder im Amt reaktiviert und begann eine rege militärmusikalische Tätigkeit. Während seiner Amtszeit wurden einige prominente Armeemärsche der ehemaligen bayerischen Armee im Jahre 1925 in die preußische Armeemarschsammlung, die praktisch zu der gesamtdeutschen Sammlung heranwuchs, übernommen. 1926 griff er auf seine Vorkriegsinitiative zurück und gab die 2. Folge mit den Stimmen für weitere 72 Armeemärsche und Zapfenstreiche sowie Bearbeitungen von 60 Armeemärschen für Salon- und Streichorchester heraus. Die Bearbeitung der 3. Folge mit den Kavalleriemärschen übernahm 1924–26 der ehemalige Obermusikmeister Gottlieb Spiegelberg. Darüber hinaus baute er die neue deutsche Nationalhymne in den Großen Zapfenstreich, der bisher nur mit dem Gebet endete, ein und verlieh diesem Zeremoniell seine aktuelle Form. Seine organisatorischen sowie Konzertaktivitäten ließen nicht nach, was in die Gestaltung mehrerer Zapfenstreiche und Großkonzerte der Reichswehr für die Berliner Zuhörer vor allem im Deutschen Stadion in Berlin mündete. Zum Konzertrepertoire gehörten traditionell nicht nur Armeemärsche, sondern auch klassische Werke wie Opernarien und Tänze von Wagner und Liszt. Allerdings trug auch die Reduzierung der Musikkorps nach 1919 dazu bei, dass es bei den Großkonzerten oft an Holzblasinstrumenten fehlte, da die kleinen Bestände der Reichswehrmusik vorwiegend mit Blechblasinstrumenten ausgestattet waren. Des Weiteren unternahm Professor Hackenberger auch Schallplattenaufnahmen mit verschiedenen Musikkorps der Reichswehr sowie Bearbeitungen der Stücke aus den Filmmusiken für die Militärmusik.
Oskar Hackenberger starb am 8. November 1929 am Herzschlag in einem Vorortezug auf dem Weg zum Dienst. 

## Werke

### Werke für Blasorchester
- 1914 Feinde ringsum (Armeemarsch I, 107)
- 1915 Deutschland hoch in Ehren (Armeemarsch II, 266)
- 1928 Deutsches Gebet (Marsch)

### Hörbeispiele
- Feinde ringsum auf YouTube, aufgenommen von Stadtmusik Wien; Leitung: Professor Gustav Fischer.
- Fehrbelliner Reitermarsch auf YouTube, aufgenommen vom großen Militär-Orchester der Reichswehr; Leitung: Armeemusikinspizient Oskar Hackenberger.